# Mininova
Mininova was een van de grootste torrentwebsites van het internet. De website begon in januari 2005 als opvolger van de destijds populaire torrentwebsite Suprnova.org, die offline ging aan het einde van 2004 door de illegale bestanden die op de website werd aangeboden. Mininova heeft een grote database van torrentbestanden waarin gezocht kan worden. Door zo'n torrentbestand te downloaden en te openen in een torrentclient is het mogelijk allerlei soorten bestanden te downloaden.
Bezoekers van Mininova kunnen anoniem torrents naar de website uploaden en ook andere weer downloaden. Op de website worden geen pornografische bestanden toegelaten. De IP-adressen van bezoekers worden niet opgeslagen. Op 27 augustus 2007 bevonden zich 453.241 torrentbestanden in de database van de website, waarvan het merendeel bedoeld is voor het up- en downloaden van auteursrechtelijk beschermde tv-programma's en films. Tot nu toe is er zo'n 2,5 miljard keer een torrentbestand van de website gedownload.
In 2006 stond het woord "mininova" op nummer negen in Googles lijst van meestgezochte termen. Volgens Alexa.com stond de website mininova.org op een bepaald moment op nummer 88 in lijst van bestbezochte websites.
In april 2007 won Mininova BV, het bedrijf achter Mininova.org, een rechtszaak over de domeinnaam mininova.com, die eigendom was van een phisher.
Mininova biedt ook een mogelijkheid voor artiesten, via het Content Distribution-programma, om hun werk legaal ter download aan te bieden. Onder meer de Nederlandse bands Silence is Sexy en The Gasoline Brothers bieden op die manier hun (nieuwe) albums aan, en ook de Canadese publieke omroep, CBC biedt programma's aan via Mininova.
November 2009 stopte Mininova na verschillende aanklachten van Stichting BREIN, met het aanbieden van illegale torrents. Alleen legale torrents zijn hier nog op toegestaan. Ze gingen hier nog wel tegen in hoger beroep aangezien ze veel bezoekers en advertenties zouden verliezen. In december 2010 trof de website een schikking met BREIN en trok het zijn hoger beroep in.
In februari 2017 werd bekend gemaakt dat op 4 april 2017 de stekker uit de website wordt getrokken na een aantal jaren verlies te hebben gedraaid.

## Statistieken
Cijfers van 30 juli 2009
- Totaal aantal torrents in database: 1.120.958
- Totaal aantal downloads: 8.979.925.207

Cijfers van 16 april 2009
- Totaal aantal torrents in database: 1.133.546
- Totaal aantal downloads: 8.066.443.087

Cijfers van 15 juni 2008
- Totaal aantal seeds: 5.923.574
- Totaal aantal leechers: 5.286.306
- Totaal aantal trackers: 15.599